# Hải quân Phổ

Cờ của Hải quân Phổ từ năm 1816

Hải quân Hoàng gia Phổ (Tiếng Đức: Preußische Marine) là một lực lượng Hải quân của Vương quốc Phổ. Nó được thành lập từ năm 1701 dựa trên nền móng của Hải quân Brandenburg trước đó. Brandenburg và Phổ thành lập một liên minh các nhân do nhà Hohenzollern cai trị. Hải quân Phổ vẫn là một lực lượng riêng biệt cho đến khi Liên bang Bắc Đức được thành lập, và nó là nòng cốt chính của Hải quân Liên bang Bắc Đức.

## Lịch sử

### Hải quân xứ Brandenburg

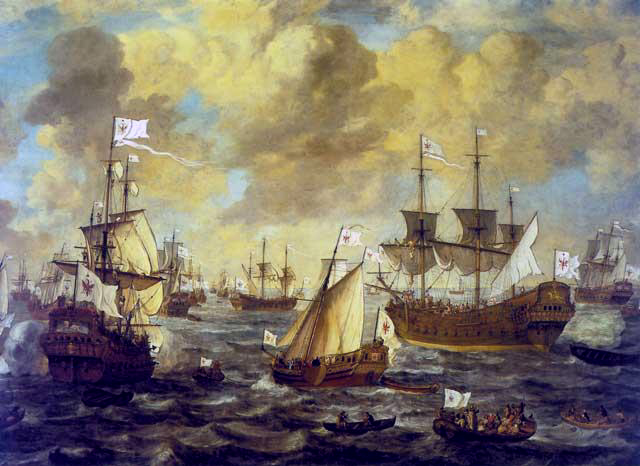
Hải quân Brandenburg

Từ khi nhà Hohenzollern đang cai trị Brandenburg, họ đã tạo ra một lực lượng hải quân hùng hậu riêng vào thế kỷ 17, nó đã được tạo ra từ dưới thời tuyển hầu tước vĩ đại Friedrich Wilhelm I khoảng năm 1657. Và ngày thành lập chính thức của lực lượng hải quân Phổ-Brandenburg là ngày 1 tháng 10 1684. Các vị tuyển hầu tước đẩy mạnh việc mua lại các thuộc địa ở nước ngoài.

## Lực lượng

### Thế kỷ 18
Các vị vua Phổ trong thế kỷ 18 đã có ít quan tâm trong việc duy trì lực lượng hải quân của mình. Do vị trí của mình và sự thiếu dễ dàng của việc phòng thủ biên giới tự nhiên, Phổ đã phải tập trung sự chuẩn bị mình vào quân đội. Bên cạnh đó, vương quốc cũng đã có thể dựa vào những kết giao hữu nghị với các cường quốc hải quân nước láng giềng là Đan Mạch và Hà Lan.
Vua Friedrich II Đại Đế đã cho rằng Phổ sẽ không bao giờ tìm cách phát triển đội tàu chiến của riêng mình. Vương quốc sẽ không bao giờ có thể hy vọng phát triển bằng những lực lượng Hải quân hùng hậu như của Anh, Pháp, Tây Ban Nha, Thụy Điển, Đan Mạch, và Nga, với vài con tàu của họ,Hải quân Phổ vẫn luôn luôn đứng sau những quốc gia hàng hải lớn. Ông tin rằng hải chiến hiếm khi sẽ quyết định một cuộc chiến tranh và ưu tiên có một lực lượng Quân đội tinh nhuệ nhất của châu Âu chứ không phải là lực lượng Thủy binh kém nhất trong số các cường quốc hải quân.
Phổ vẫn xây dựng được một lực lượng nhỏ hải quân với 13 chiến thuyền trong suốt cuộc Chiến tranh bảy năm. Hạm đội này đã bị hải quân Thụy Điển đánh bại trong trận thủy chiến Frisches Haff vào tháng 9 năm 1759. Quân Phổ mất tất cả các chiến thuyền của mình và kết quả là quân Thụy Điển chiếm đóng Usedom và Wollin. Tuy nhiên, hạm đội này đã được thay thế mới vào năm 1760, và các đội tàu mới đã phục vụ cho đến khi chiến tranh kết thúc năm 1763.
Mặc dù vậy, các vị vua Phổ cũng muốn tham gia vào việc thương mại hàng hải quốc tế và do đó đã cho lập các công ty kinh doanh. Một trong số đó, được thành lập vào năm 1772 là Société de Commerce maritime, hiện hữu ngày hôm nay là một nền móng được đặt tên là Seehandlung Preußische (tạm dịch là "Doanh nghiệp hàng hải Phổ").

### Thế kỷ 19

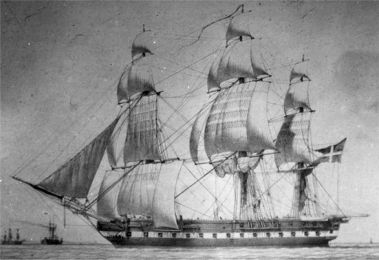
Chiến hạm SMS Gefion

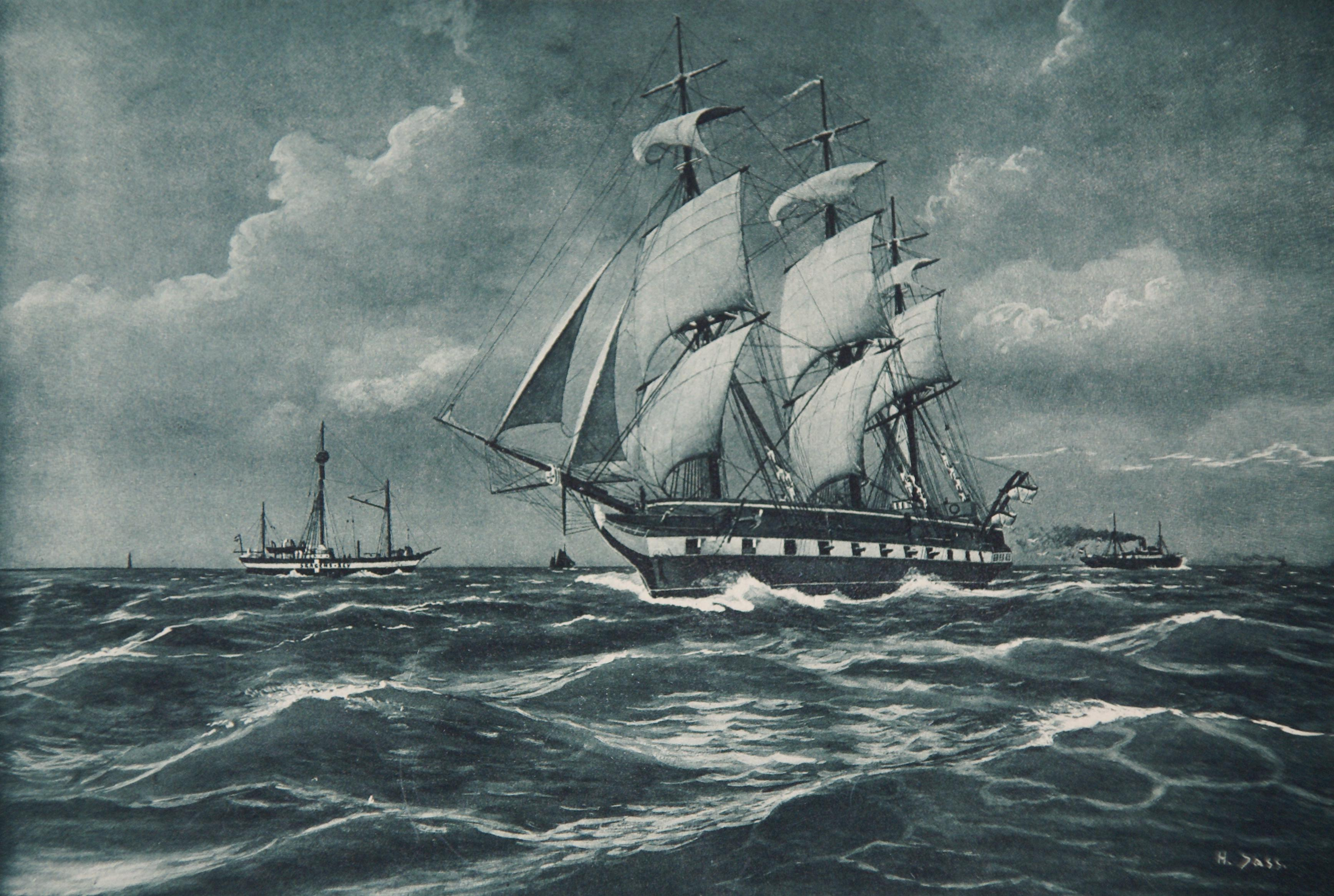
Chiến hạm SMS Niobe

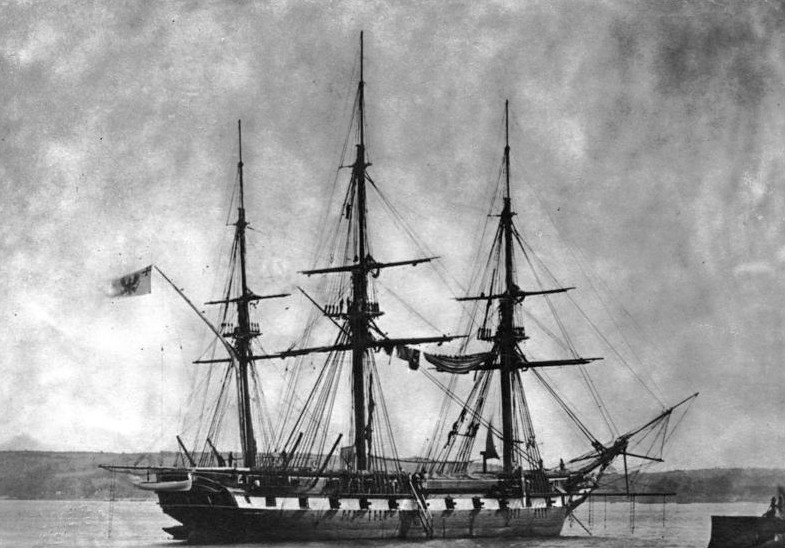
Chiến hạm SMS Thetis

Sau khi cuộc chiến tranh Napoleon kết thúc, Phổ bắt đầu xây dựng một hạm đội nhỏ bé cho việc quốc phòng ở ven biển. Again, more value was placed on the development of a merchant fleet than on a navy. In this connection, the Prussian Maritime Enterprise played a significant role. Its ships were armed to protect against pirates and flew the Prussian war ensign. This protective fleet existed until around 1850.
One of the first to work for the development of a Prussian Navy was Prince Adalbert of Prussia. He had made a number of journeys abroad and recognized the value of a fleet to support commercial interests and to protect one’s own navigation. During the Revolutionary era of 1848-1852, at the behest of the Frankfurt National Assembly, the prince was given the responsibility of reestablishing an Imperial fleet (Reichsflotte) -- a mission which the revolutionary parliament had undertaken in the face of the war with Denmark.
The German Confederation possessed practically no fleet of its own, but relied upon the allied powers of Great Britain, the Netherlands, and Denmark. During the First War of Schleswig of 1848-1851, the failure of this strategy became clear because Great Britain and the Netherlands remained neutral and Denmark became the enemy. Within a few days, the Danish Navy halted all German maritime trade in the North and Baltic Seas. The Navy of Áo, Prussia’s ally, lay in the Mediterranean and was able to intervene only later in the war.
After the failure of the Revolutions of 1848, Adalbert was able to resume his plans for the establishment of a Prussian Navy. He began with the construction of warships and naval education and training. From the middle of the 1850s, one could find Prussian corvettes and frigates upon all the world’s seas.
Besides Prince Adalbert, other important figures of this early period were Prussian naval officers Karl Rudolf Brommy và Ludwig von Henk, who eventually became an admiral in the Imperial German Navy.
At the same time, the first naval base was established on the North Sea. In the Jade Treaty (Jade-Vertrag) of 1853, the Grand Duchy of Oldenburg ceded to Prussia the so-called Jade District. Here, in the following years, arose the great naval port which received the name Wilhelmshaven in 1869.
By this time, the Prussian Navy had already ceased to exist. After the Austro-Prussian War (the "German War") of 1866, the North German states had allied under Prussian leadership as the North German Confederation. Out of the Prussian Navy grew the Navy of the North German Confederation (Norddeutsche Bundesmarine), which after the Franco-Prussian War changed its name again to became the Imperial Navy (Kaiserliche Marine) of the new German Empire.